# Благодарне (Тюльганський район)
Благода́рне (рос. Благодарное) — село у складі Тюльганського району Оренбурзької області, Росія.

## Населення
Населення — 625 осіб (2010; 816 у 2002).
Національний склад (станом на 2002 рік):
- росіяни — 72 %